# Баратов, Давлятжан Закиржанович
Давлятжан Баратов (уйг. Davlátjan Baratov‎; род. 17 мая 1995) — киргизский футболист, полузащитник клуба «Мурас Юнайтед».

## Клубная карьера
Воспитанник футбольного клуба «Абдыш-Ата» (Кант). С 16-летнего возраста играл на взрослом уровне за его фарм-клубы — «Живое Пиво» и «Наше Пиво» в первой лиге Кыргызстана. В сезоне 2013 года стал автором 12 голов в турнире северной зоны первой лиги. С 2015 года играл за основной состав «Абдыш-Аты» в высшей лиге, в том же году стал бронзовым призёром чемпионата и обладателем Кубка Кыргызстана, а в 2016 году — обладателем Суперкубка страны. Некоторое время в 2016—2017 годах снова провёл в фарм-клубе «Наше Пиво», но в первой половине 2018 года вернулся в основу «Абдыш-Аты».
Летом 2018 года перешёл в ошский «Алай», с которым стал серебряным призёром чемпионата Кыргызстана 2018 года.

## Карьера в сборной
В составе молодёжной сборной Кыргызстана принимал участие в Кубках Содружества 2015 и 2016 годов, сыграл 6 матчей. В составе олимпийской сборной участвовал в Азиатских играх 2018 года, провёл 3 матча.